# Lenca

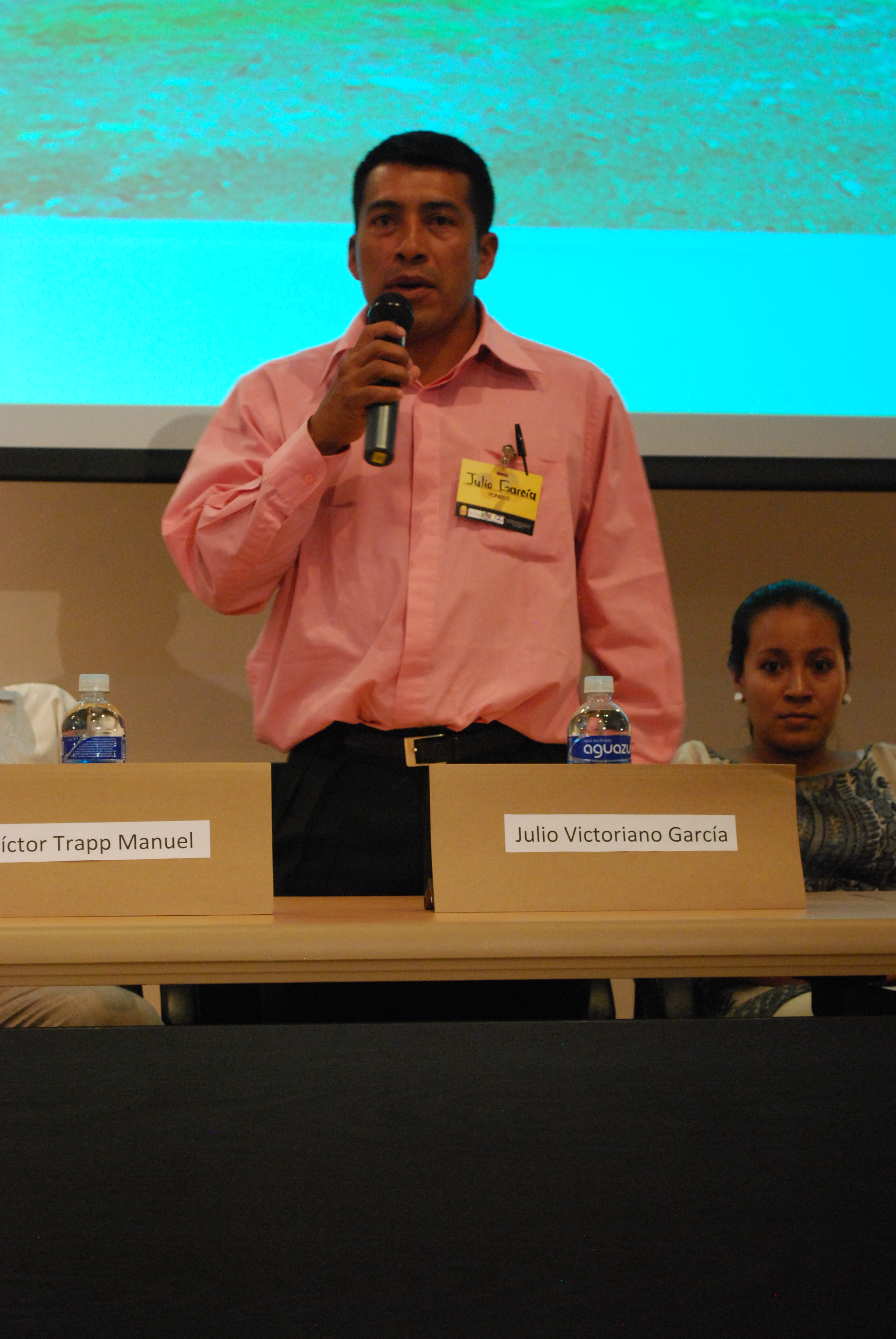
Julio Victoriano Garcia, porte-parole des Lenca lors d'un congrès à l'université nationale autonome du Honduras

Le peuple lenca est un groupe ethnique mésoaméricain qui occupe une partie du Honduras et du Salvador depuis la période précolombienne. Durant la conquête espagnole, les Lencas organisèrent une guerre de résistance qui dure douze ans et se termine par la mort du cacique Lempira. 
On estime qu'il reste aujourd'hui environ 100 000 Lencas au Honduras et plus 37 000 au Salvador. Si leur langue a disparu, la culture lenca subsiste notamment dans des cérémonies ou des productions artisanales.

Les origines du Lenca, la langue parlée par cette population, ne sont pas encore claires. Certains chercheurs pensent qu'elle n'a aucune affiliation avec les autres langues amérindiennes de la région alors que d'autres linguistes, comme le costaricien Adolfo Costenla Umaña, affirment que le Lenca a des origines chibchane et est très influencé par le nahuatl et le maya yucatèque et le chol.

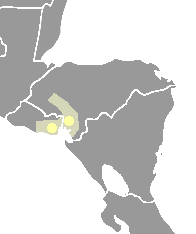
Territoire hypothétique des Lenca

## Histoire
Le site archéologique précolombien de Quelepa (es), au Salvador, est considéré comme ayant été habité et gouverné par les Lencas. Un autre site important est celui de Yarumela dans la vallée de Comayagua dans le centre du Honduras. Les archéologues pensent qu'il s'agissait d'un centre à vocation commerciale très important pour cette culture. D'autres sites plus modestes sont Tenampua et Los Naranjos, également situés au Honduras. 
Jusqu'à l'arrivée des Espagnols, chaque groupe de même dialecte avait sa propre confédération, divisée en seigneuries composées de plusieurs tribus. Chaque village était gouverné par un seigneur principal, assisté de quatre lieutenants dans les tâches du gouvernement. La succession du seigneur était assurée par son premier-né. Les seigneuries guerroyaient tant entre elles que contre des populations voisines, (comme les Pipils, les Mayas, etc.), leur objectif étant d'étendre leur territoire ou de capturer des esclaves ; à certaines périodes de l'année, les seigneuries Lenca respectaient des trêves (dont par exemple, la cérémonie du Guancasco est une survivance). Les lencas plébiens quant à eux se consacraient à la culture tripartite appelée milpas et vivaient dans des cabanes appelées Chozo (diminutif choza).